# Ясюнинские
Ясю́нинские — российский купеческий род, происходивший из крепостных крестьян помещицы Загоскиной и ставший одним из видных представителей текстильной промышленности Российской империи. Представители рода внесли значительный вклад в развитие промышленности, образования, культуры и здравоохранения Кохмы, были известны как общественные деятели и меценаты. Всего Ясюнинскими было возведено в Кохме более 20 зданий.

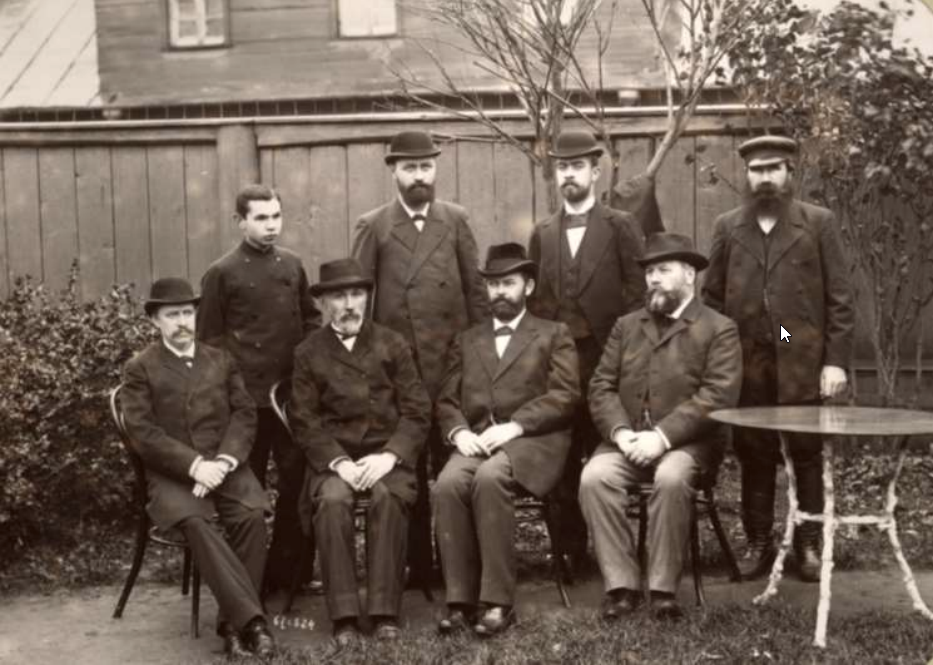
Семья Ясюнинских

## Происхождение фамилии
Фамилия Ясюнинских, предположительно, происходит от названия деревни Ясюниха (или Ясюнино), расположенной недалеко от села Кохмы (Шуйский уезд Владимирской губернии), где проживали члены семьи.

## История рода и предприятия

### Основание и становление
Родоначальником династии считается крестьянин Никита Александрович Ясюнинский. Будучи крепостным, в 1822 году (по другим данным, в 1827 году, начав с небольшой работной на шесть человек) он основал в Кохме ручное текстильное производство при «незначительном капитале и устройстве». После его смерти в 1823 году (по другим данным, через год после основания предприятия в 1827) управление делом перешло к его вдове, Маремьяне Петровне. Будучи неграмотной и имея пятерых детей, она руководила производством на протяжении четырнадцати лет. Дело развивалось с трудом, и выкупиться из крепостной зависимости у помещицы Загоскиной Ясюнинским удалось лишь к 1840-м годам.
К этому времени подросли сыновья Никиты Александровича — Козьма, Василий (13 марта 1815 — 17 июня 1881) и Евтихий (29 августа 1817 — 09 декабря 1889) Никитичи, которые присоединились к семейному делу. Предприятие Ясюнинских начало успешно развиваться. Изначально братья специализировались на набойке «манер» по холсту. В 1849 году на мануфактурной выставке в Санкт-Петербурге продукция их фабрики была отмечена малой серебряной медалью «за производство кубовых и саксонских ситцев и за некоторые улучшения в крашении». После смерти Козьмы в 1843 году дело продолжили Василий и Евтихий Никитичи. В 1850 году они были причислены к купеческому сословию 1-й гильдии и получили звание потомственных почётных граждан. Их фабрика стала ведущей в Кохме. В 1852 году на производстве были установлены первые паровые машины, что положило начало переходу к механической набойке тканей.

### Расцвет и трудности
Братья постоянно расширяли производство, закупали новейшее оборудование. В 1860 году Василий и Евтихий Никитичи «на своё иждивение» учредили училище в Кохме, положив начало народному образованию в селе. Уже в 1861 году «Торговый дом Василия, Евтихия и Арсения Ясюнинских» имел восемь торговых лавок в Нижнем Новгороде, две — в Москве и две — на Урюпинской ярмарке. В 1869 году к семейному делу официально присоединился Арсений Васильевич Ясюнинский (02 ноября 1834 — 27 июня 1888), сын Василия Никитича.
В 1879 году был учреждён «Торговый дом шуйских купцов первой гильдии В., Е. и А. Ясюнинских». В 1887 году он был преобразован в паевое «Товарищество мануфактур В., Е. и А. Ясюнинских». К 1890-м годам на производстве работало уже более тысячи человек. Товарищество владело бумагопрядильной, ситценабивной и белильной фабриками в селе Кохма. Капитал предприятия неуклонно рос и к 1907 году превысил 3 млн рублей (по данным на 1887 год, капитал составлял 1,5 млн рублей при 4706 рабочих). Продукция Ясюнинских представлялась на всероссийских и всемирных промышленных выставках, неоднократно получая серебряные и золотые медали. Товарищество имело торговые представительства и склады в Москве, Омске, Одессе, Ташкенте, Самарканде, Коканде и Ростове-на-Дону. За свою успешную деятельность в развитии текстильной промышленности Ясюнинских называли «некоронованными ситцевыми королями России».
В начале XX века, после смерти Константина Арсеньевича в 1907 году, к руководству конторой Товарищества в Китай-городе (Москва) по семейной традиции пришёл Михаил Арсеньевич Ясюнинский. Согласно воспоминаниям его племянницы Т. П. Киселевой, этот период ознаменовался для фирмы финансовыми трудностями («деловая катастрофа»), поскольку торговое дело в городе не соответствовало натуре Михаила Арсеньевича, который до этого жил в купленном имении и увлекался природой. Восстановлением финансового положения и репутации фирмы занялись его братья — Иван и Николай Арсеньевичи.

## Общественная деятельность и благотворительность
Ясюнинские были известны своей благотворительной деятельностью, особенно в сфере народного образования и улучшения быта рабочих.
- Образование: В 1860 году Василий и Евтихий Никитичи основали первое училище в Кохме; в 1876 году оно стало образцовым двухклассным училищем Министерства народного просвещения[2]. 17 (29) сентября 1889 было открыто новое каменное здание для этого училища (ныне ул. Советская, 30), являющееся объектом культурного наследия[2]. С 1912 года училище стало Высшим начальным училищем МНП[2]. Также Ясюнинские учредили женское училище[3], церковно-приходскую школу (новое здание построено на средства Василия Арсеньевича и освящено 4 (16) сентября 1894; не сохранилось)[2] и фабричную школу при Товариществе[2].
- Церковная деятельность: Василий Никитич был старостой Христорождественской церкви села Кохма[2]. Его сын Василий Арсеньевич был ктитором этого храма[2]. Николай Арсеньевич также был церковным старостой[1].
- Благоустройство и социальная сфера: Семья финансировала строительство и содержание фабричной больницы (строительство курировал Василий Арсеньевич[2]), торгового дома[3]. Участвовали в украшении храмов и возведении памятников, в частности, Александру II в селе Преображенском[3] (подтверждено фотографией с открытия памятника[2]). Значительные средства вкладывались в благоустройство Кохмы: была застроена большая часть Ивановской улицы, где в местечке Жданов Починок в 1822 году были основаны первые фабрики[1][уточнить]. По инициативе Ясюнинских было устроено водохранилище Запрудка, ставшее популярным местом отдыха[1]. На рубеже XIX—XX веков было построено большое здание казарм с Народным домом («Театръ») для рабочих[3], включавшее библиотеку, читальню и зрительный зал со сценой для собраний, чтений и концертов[2].
- Визит министра: Летом 1901 года Кохму посетил министр внутренних дел Д. С. Сипягин. По сообщению газеты «Владимирские губернские ведомости», министра особенно впечатлила организация досуга рабочих в мужской казарме Ясюнинских (наличие библиотеки, читальни с губернскими и столичными газетами, зрительного зала)[2].

## Известные представители

### Второе поколение
- Василий Никитич Ясюнинский (13 марта 1815 — 17 июня 1881)[2] — потомственный почётный гражданин, купец 1-й гильдии. Соучредитель Торгового дома и Товарищества мануфактур. Староста Христорождественской церкви. За деятельность по Кохомскому двухклассному училищу награждён золотой медалью для ношения на шее (1870)[2].
- Евтихий Никитич Ясюнинский (29 августа 1817 — 09 декабря 1889)[2] — потомственный почётный гражданин, купец 1-й гильдии. Соучредитель Торгового дома и Товарищества мануфактур. Вместе с братом Василием основал училище в Кохме (1860)[2].

### Третье поколение
- Арсений Васильевич Ясюнинский (02 ноября 1834 — 27 июня 1888)[2] — потомственный почётный гражданин. Участник Товарищества мануфактур. Проявлял интерес к Кохомскому училищу, пожертвовал на него 1000 рублей[2]. Жена — Юлия Александровна[2].

### Четвёртое поколение (дети Арсения Васильевича)
- Николай Арсеньевич Ясюнинский (1856 — 03 октября 1912)[2] — потомственный почётный гражданин, коммерции советник. Окончил Санкт-Петербургский Технологический институт со званием инженера-технолога[2]. Почётный блюститель Кохомского училища с 1890 года[2].
  - Промышленная и общественная деятельность: Председатель Иваново-Вознесенского Комитета торговли и мануфактур (с 1898)[3], председатель Иваново-Вознесенского литературно-музыкально-драматического общества (с 1903)[3]. Член Государственного совета от промышленности (с 1906), затем товарищ (заместитель) председателя Совета съездов представителей промышленности и торговли[2][3]. Активно участвовал в деятельности Российского общества Красного Креста; «с соизволения Августейшей покровительницы» императрицы Марии Фёдоровны и по постановлению Главного Управления общества получил право ношения знака Красного Креста[2][3]. В Кохме: председатель Приходского попечительства, добровольной пожарной дружины, правления Общества потребителей[3].
  - Благотворительность и культура: Восстановил и расширил мужское училище, основал женское училище, был церковным старостой[1]. Построил в Кохме театр для своей жены Марии. Театр получил известность; за сезон 1910—1911 годов было поставлено 54 пьесы («Снегурочку», «Смерть Иоанна Грозного»). При театре действовал оркестр из рабочих и служащих Товарищества[1].
  - Награды: Ордена Св. Станислава 2-й и 3-й степеней, Св. Анны 3-й степени[2][3]. Французское правительство удостоило его Кавалерского креста ордена Почётного Легиона (вероятно, по итогам Всемирной выставки 1900 года в Париже)[2][3].
  - Скончался от астмы[1]. Журнал «Промышленность и торговля» отмечал его смерть как «крупную потерю для <...> торгово-промышленного класса»[3].
- Константин Арсеньевич Ясюнинский (15 сентября 1863 — 30 января 1907)[2] — потомственный почётный гражданин, мануфактур-советник. Окончил Императорское Московское техническое училище (ИМТУ) в 1886 году со званием инженера-механика[2].
  - Промышленная и общественная деятельность: Председатель Нижегородского Ярмарочного Биржевого Комитета (с 1897). Председатель Попечительного совета при Московском Ткацком и Мануфактурном Училище (с 1900). Член Совета Московского Торгового Банка. Председатель Московского отделения Совета Торговли и Мануфактур (1906). Делегат Московской Биржи на съезде Всероссийского Союза Промышленности и Торговых предприятий (1906). Член Государственного совета от промышленности (с 1906). Участвовал как финансовый инвестор в нефтяных изысканиях в Баку[2].
  - Проживал в Москве в Мёртвом переулке; в его бывшем доме в 1993 году размещалось посольство Дании[2]. Скончался в Москве, похоронен на Новодевичьем кладбище[2].
- Василий Арсеньевич Ясюнинский (07 августа 1859 — 1915)[2] — потомственный почётный гражданин. Присяжный заседатель по Шуйскому уезду. Директор правления Товарищества мануфактур. Ктитор Христорождественского храма в Кохме. Курировал строительство земской больницы, построил церковно-приходскую школу (освящена 4 (16) сентября 1894)[2]. Жена (с 29 апреля (11 мая) 1884) — Александра Ивановна Терентьева[2].
  - Дети: Ольга (в замужестве Грибова, «первая красавица в Москве», застрелилась)[2]; Борис (выпускник Александровского коммерческого училища, член Московского общества охоты, репрессирован, расстрелян в 1937, реабилитирован в 1956)[2].
- Михаил Арсеньевич Ясюнинский — брат предыдущих. Получил естественнонаучное образование. Согласно воспоминаниям Т. П. Киселевой, был дважды женат (первый раз на компаньонке сестры, брак закончился разводом; второй — на певице из румынского хора, что вызвало недовольство семьи). После смерти брата Константина (1907) возглавил контору Товарищества в Москве. Период его руководства ознаменовался финансовыми трудностями («деловая катастрофа»)[1][2].
- Иван Арсеньевич Ясюнинский (род. 23 апреля 1869)[2] — один из директоров Товарищества мануфактур. Оставался в Кохме до 1918 года[2], дольше других членов семьи[1][3]. Позже работал в текстильном тресте в Иваново-Вознесенске, затем переехал в Москву[3]. Жена — Анна Григорьевна[2].
- Александр Арсеньевич Ясюнинский (род. 23 апреля 1869)[2] — брат-близнец Ивана Арсеньевича[2].

## ПослеОктябрьской революции
После революции 1917 года фабрики Ясюнинских были национализированы. По сведениям местных историков, передача предприятий новой власти прошла относительно мирно. Национализация имущества и последующие репрессии (в частности, расстрел Бориса Васильевича Ясюнинского в 1937 году) вынудили большинство членов семьи покинуть родные места. Судьба разбросала их по разным городам и странам.

## Память и наследие
Многие исторические здания в Кохме связаны с деятельностью Ясюнинских: их родовая усадьба (ныне Детская школа искусств), усадьба Василия Арсеньевича (ныне администрация и Городская Дума городского округа Кохма), здание бывшего Высшего начального училища (ныне Музей истории городского округа Кохма и Детская библиотека). Сохранилось здание Народного дома («Театра») и созданное по их инициативе водохранилище Запрудка.
В городском округе Кохма проводятся историко-краеведческие чтения «Имя Ясюнинских в истории Кохмы, России и зарубежья» (прошли в 2013, 2015, 2017 годах). По итогам первых чтений издан сборник материалов. Большой зал Дворца культуры Кохмы назван «Ясюнинским».
Местный музей истории поддерживает связь с потомками семьи, проживающими в России и за рубежом. Среди них:
- Евгений Глебович Вопилин (Москва), правнук Анны Никитичны Ясюнинской. Автор книг по истории рода и текстильных предпринимателей России[1].
- Никита Алексеевич Есиковский (Ясюнинский), внук Ивана Арсеньевича, проживающий в Аргентине. Он и его семья поделились с кохомским музеем семейными фотографиями, документами и воспоминаниями[2]. В ноябре 2012 года Кохму посетил его сын — Алексис Никитич Есиковский (Ясюнинский)[1][2].
- Галина Борисовна Линде, проживающая в Китае, также предоставила музею семейные материалы[2][3].
- Потомки Василия Арсеньевича, сохранившие фамилию Ясюнинских (Зоя Семёновна Ясюнинская и её дети)[1].

## Галерея

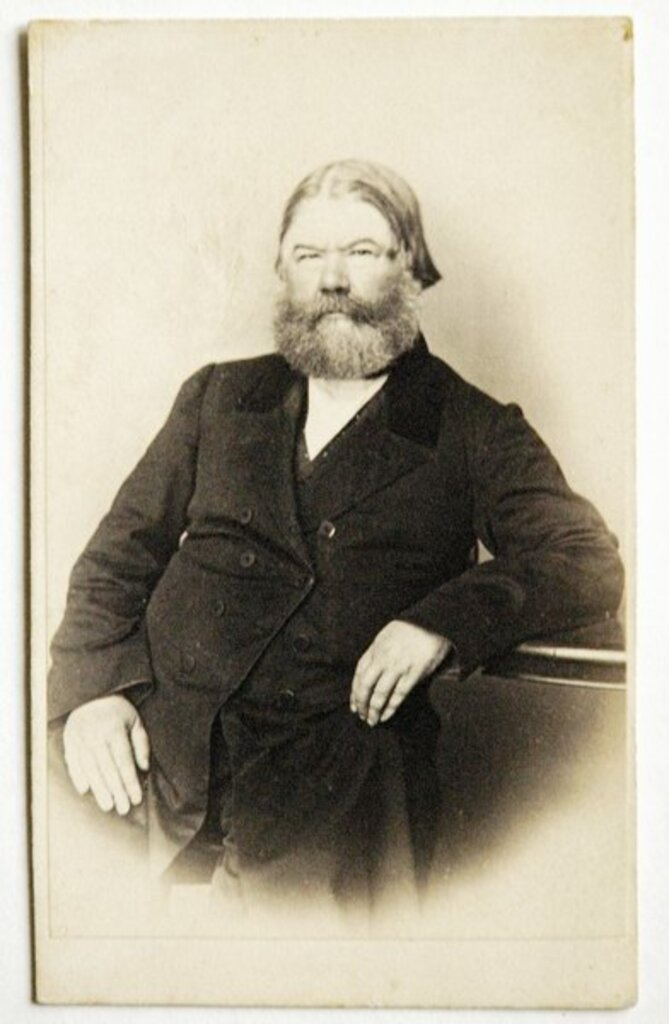
Василий Никитич Ясюнинский (1815—1881)
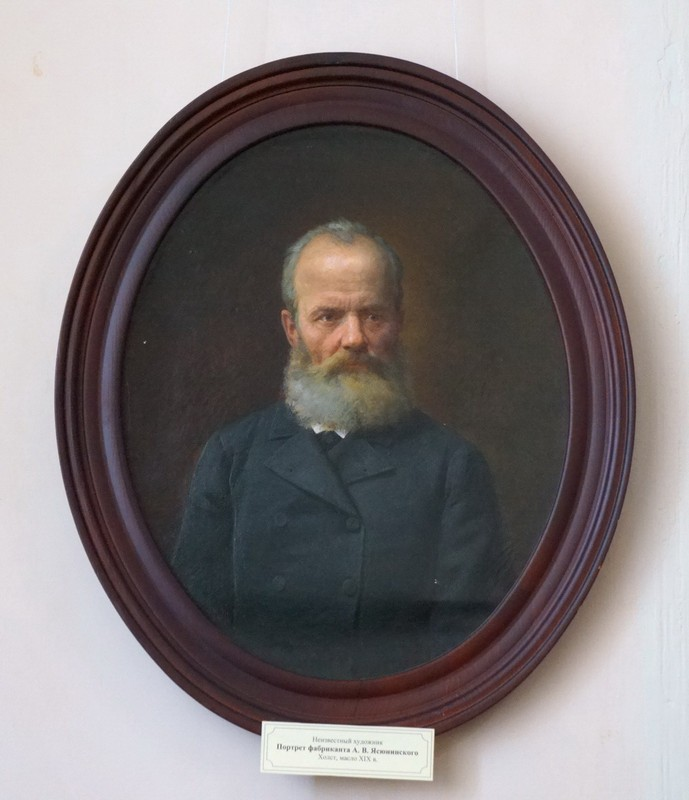
Арсений Васильевич Ясюнинский (1834—1888)
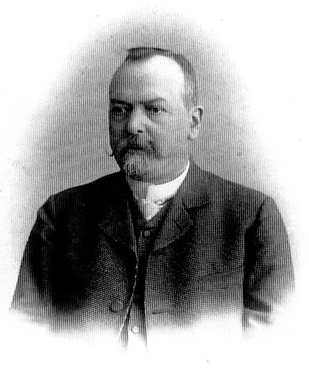
Николай Арсеньевич Ясюнинский (1856—1912)